# ارتش

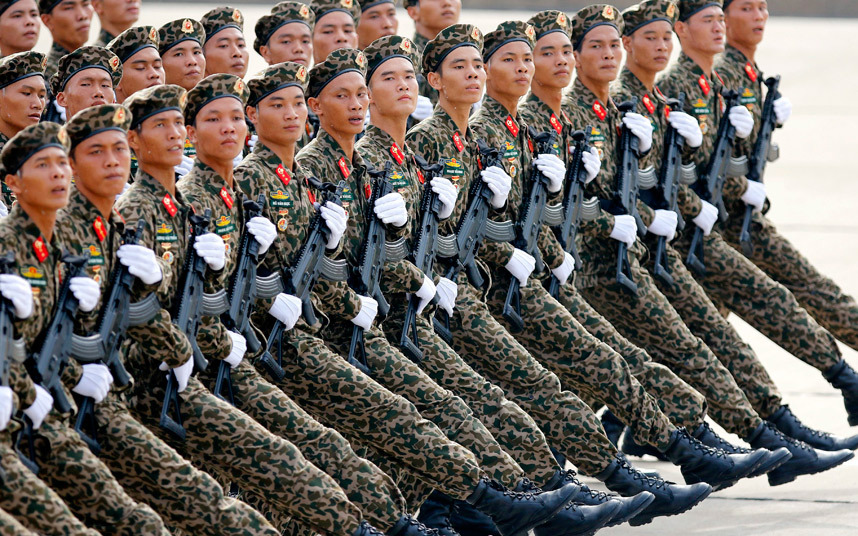
سربازان ارتش خلق ویتنام در حال رژه. سال ۲۰۱۵.

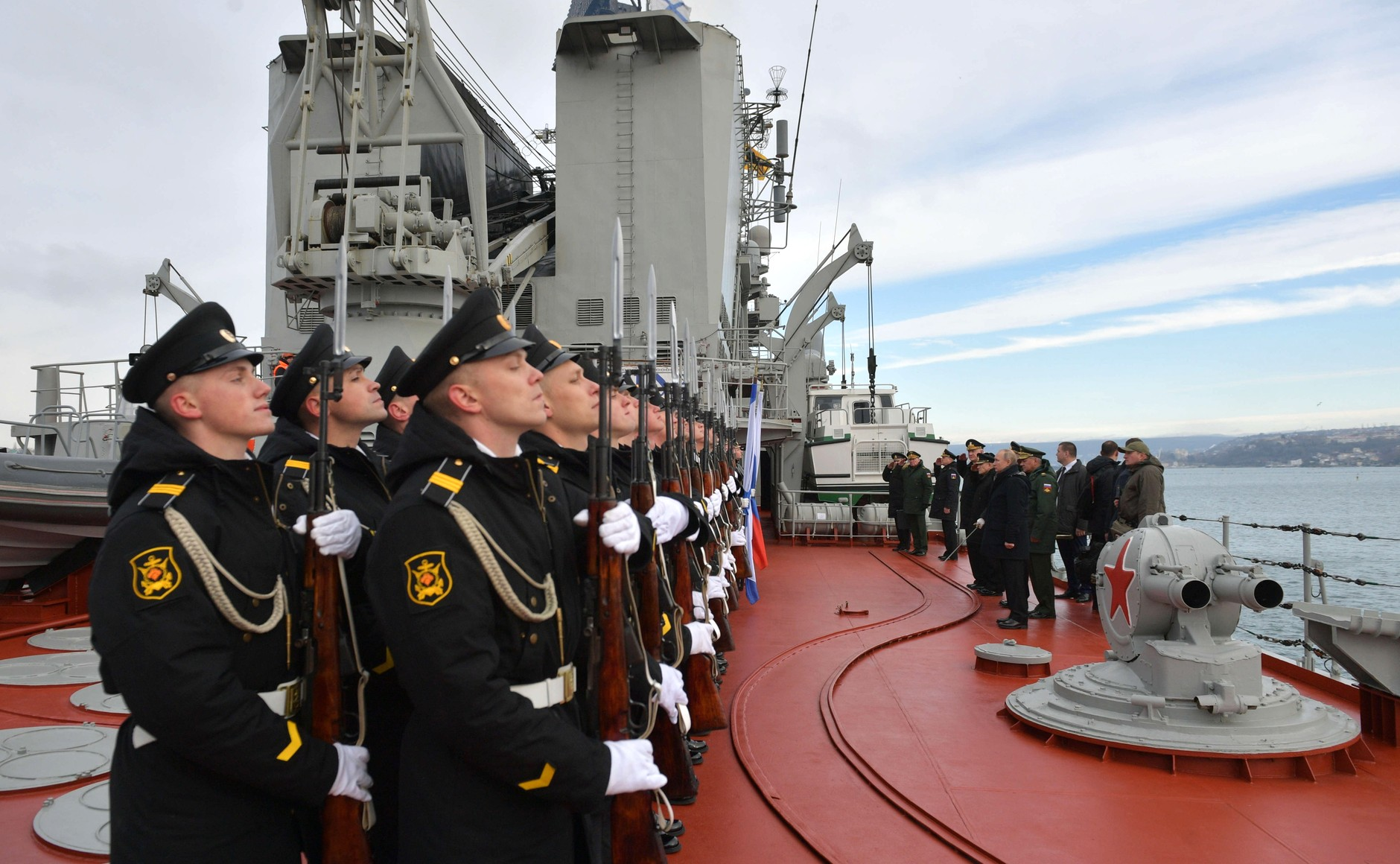
ملوانان نیروی دریایی روسیه بر روی رزم‌ناو

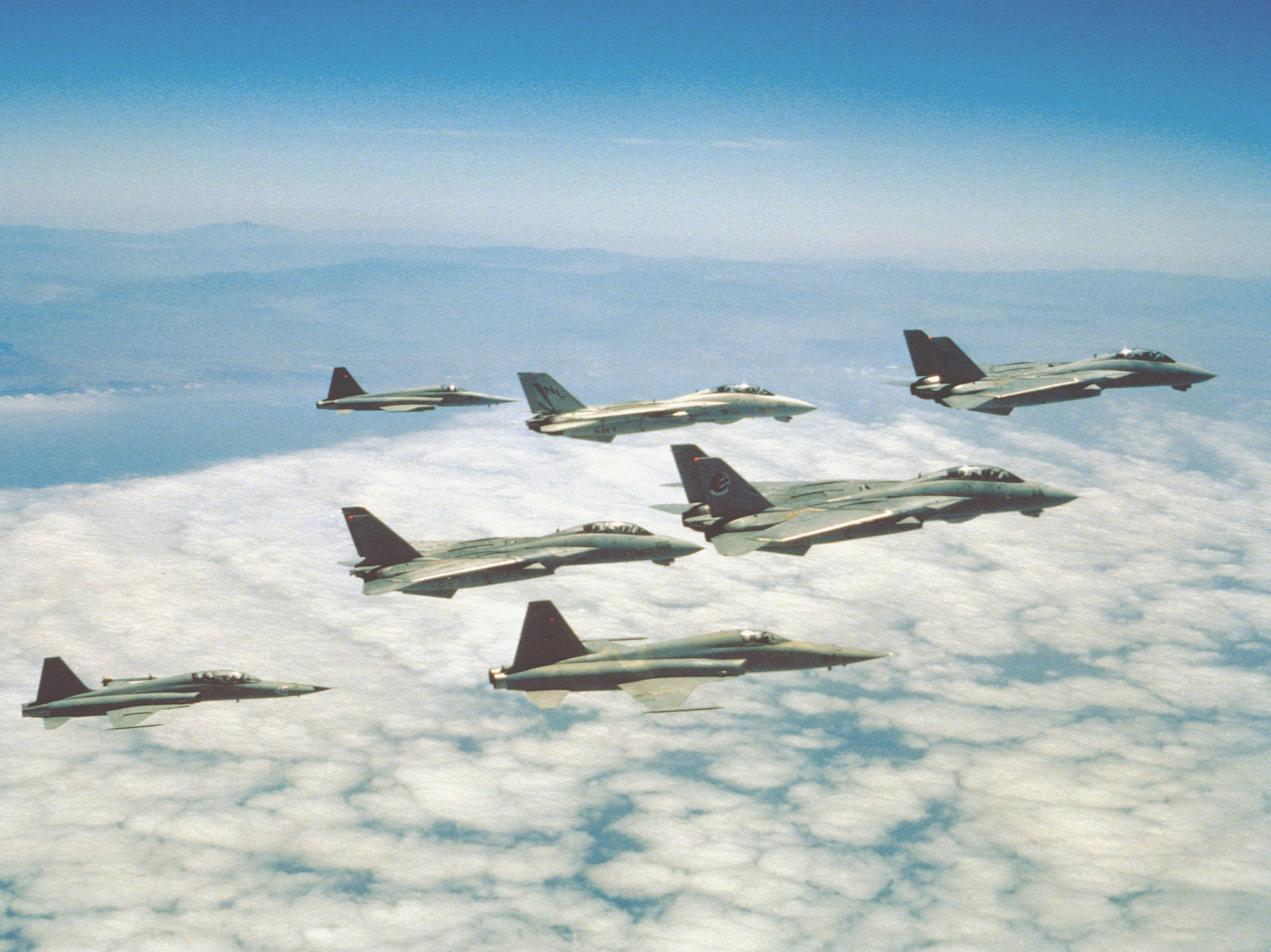
رزم هوایی توسط نیروی هوایی ارتش‌ها انجام می‌شود.

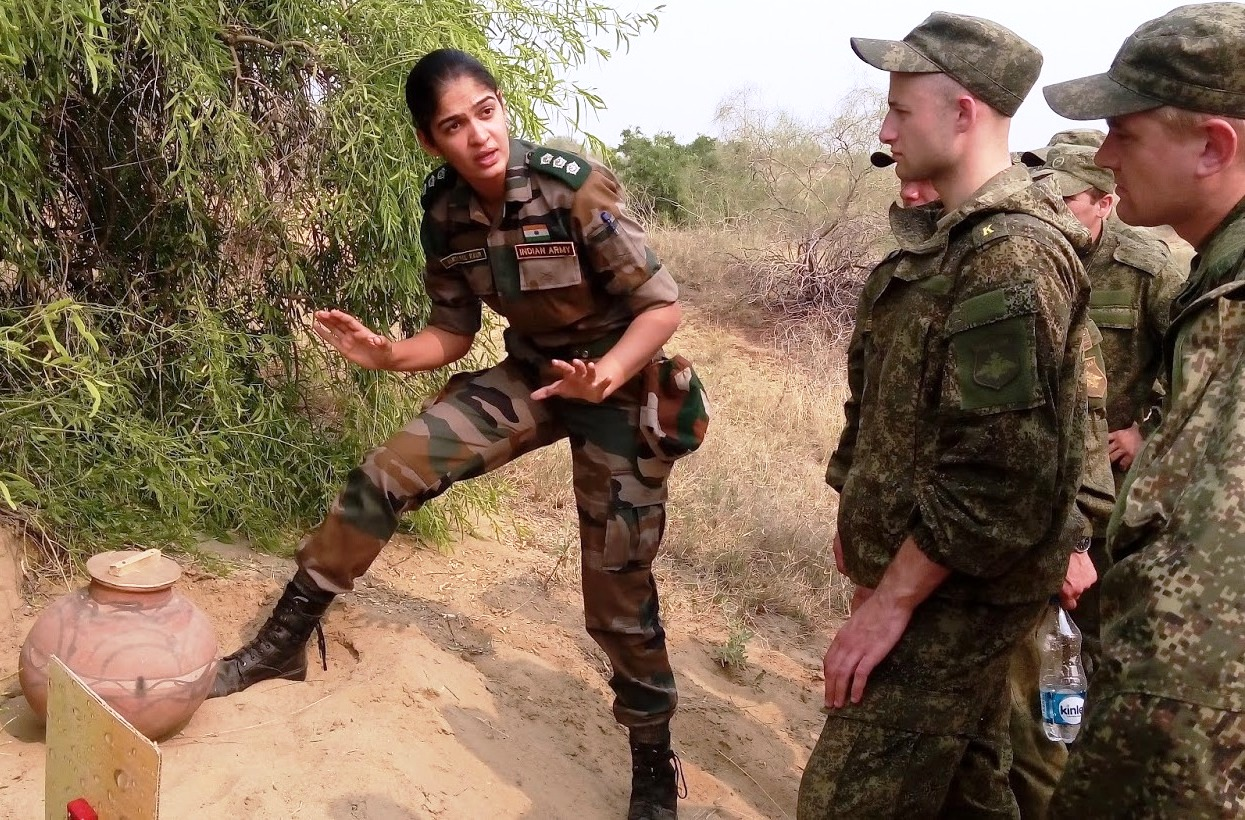
افسر ارتش هند درحال توضیح به نیروهای روسی طی رزمایش مشترک.

ارتش (به انگلیسی: Military Forces)، سازمان نظامی و مجموعه‌ای متشکل از نیروهای مسلح و قوای نظامی یک کشور است که وظیفه حفاظت از مردم و کشور و مقابله در برابر تهدیدها و تهاجمات خارجی، دفاع و مبارزه با دشمنان و حفاظت از مرزهای زمینی، آب‌های سرزمینی و حریم هوایی و گاه انجام سایر امور نظامی را بر عهده دارد. ارتش‌ها معمولاً از سه نیروی اصلی زمینی، هوایی و دریایی و همچنین سایر نیروهای از جمله نیروی فضایی، تفنگداران دریایی یا گارد ساحلی، پدافند هوایی و غیره تشکیل می‌شوند که همگی تحت فرماندهی یک ستاد مشترک فعالیت می‌کنند. اعضای یک ارتش با یونیفرم نظامی مشخص قابل شناسایی هستند.
به عنوان مثال ارتش چین با بیش از دو میلیون پرسنل فعال از بزرگترین ارتش های جهان است که از چهار شاخه نیروی زمینی، نیروی دریایی، نیروی هوایی و نیروی موشکی تشکیل شده است.

## پیشینه
پس از پیروزی انقلاب کبیر فرانسه در سال ۱۷۹۸ میلادی، نظام تازه تأسیس جمهوری از طرف کشورهای سلطنتی همسایه مورد تهدید قرار گرفت. در پاسخ به این تهدیدات ژان باتیست جردن نماینده مجلس در سپتامبر ۱۷۹۸ قانونی را در مجلس به تصویب رساند که اولین ماده آن بیان می‌داشت: «هر فرانسوی سربازی است که خود را موظف به دفاع از ملت می‌داند». این قانون مقدمه‌ای برای تشکیل ارتش بزرگ در زمان ناپلئون شد که آن را ملت مسلح می‌نامید.

### در ایران
تا پیش از تأسیس ارتش نوین ایران در دوره پهلوی اول، ارتش مجموعه‌ای متشکل از نیروهای قومی و بومی بود که بیشتر به فرمان و برای رئیس ایل خود می‌جنگیدند تا کشور و دولت. ناتوانی و ناکارآمدی آشکار چنین سیستمی با شکست نیروهای تحت فرماندهی عباس میرزا در جنگ با روس‌ها و از دست دادن بخش‌های گسترده از خاک کشور بیش از پیش روشن گردید. از این رو ولیعهد فتحعلی شاه بر آن شد که اصلاحات در ساختار ارتش ایران را آغاز کند.
برای برآوردن این تفکر، سرتیپ گاردان از سوی ناپلئون به ایران فرستاده شد. مأموریت وی، ساماندهی ارتش ایران به سبک و روش اروپایی بود. توطئه‌گران انگلیسی به صورت مداوم در کار این فرستادهٔ نظامی فرانسوی دسیسه می‌کردند، چرا که انگلیسی‌ها از حضور یک ارتش خارجی و فرستادگان آن‌ها در ایران، به شدت احساس خطر می‌کردند و از ساماندهی ارتش ایران توسط افسران ناپلئون، هراسان بودند. در نهایت، فرستادهٔ فرانسوی از ایران رفت و افسران انگلیسی به جای ایشان دعوت شدند. با وجود این تماس‌ها و راهنمایی‌های خارجی‌ها، نتایج بسیار سطحی بود؛ به افسران به ندرت پولی پرداخت می‌شد، لباس این افراد کهنه و مندرس بود و به‌طور کلی، همه گونه کمبودی در ارتش ایران احساس می‌شد.
آرشیو تاریخی ارتش فرانسه نحوهٔ سربازگیری در اواخر دورهٔ فتحعلی شاه را چنین گزارش می‌کند: «نحوهٔ سربازگیری در ایران به صورت ملوک الطوایفی است. هر استان و شهرستان به استثنای چند شهر، باید عده‌ای سوار با اسب بدهد و اگر سربازی فرار کند یکی از بستگانش را به جای او به خدمت سربازی خواهند برد». البته به استناد گزارش‌های سرتیپ گاردان، اگر ناحیهٔ شهرستانی که باید تعدادی سرباز بدهد، به علتی از فرستادن سرباز خودداری می‌کرد، برابر قرارداد و صورت دیوانی، بایستی به ازای هر سرباز مبلغی وجه نقد به عنوان پیشکش به خزانهٔ شاه یا ولیعهد بپردازد تا با آن پول از محل دیگری سرباز فراهم نمایند.

## ریشه‌شناسی
واژه ارتش از واژه‌های برساخته در دوران معاصر است و از واژهٔ ارتشتار که پیش از آن به معنی جنگاوران (لشکریان) در زبان فارسی وجود داشت، برآمده است.
اَرتِشتار، طبقه‌ای از طبقات جامعهٔ ایران باستان بود و جلوگیری از هجوم دشمن به مرز و بوم خویش از ویژگی ارتشتاران بود و عیوبی که باید از آنها پرهیز می‌کردند، عبارت‌اند از: ستمکاری، آزار، پیمان‌شکنی، نابخشایندگی، خشونت، تکبر و خوار شمردن دیگران. ارتشتار در پهلوی اَرتَیشتر و آن از کلمهٔ اوستائی رَثَه اِشتَرَه به معنی رزمیان گرفته شده است. مسعودی «ارتشتاران‌سالار» (فرمانده جنگاوران) را از مقامات لشکریان دوران ساسانی یاد کرده است و از جمله سیاوش ارتشتاران سالار است که با سپاهبذ ماهبذ بسوی سرحد رهسپار شد که داخل گفتگوی سازش و صلح شوند. (ایران در زمان ساسانیان کریستن سن ص ۸۱).
این پسین‌سازی از این برخاسته است که واژه را مرکب (به اشتباه: ارتش + تار) فرض کرده‌اند و و در این فرایند، «دار» را به اشتباه به معنای «دارنده» گرفتند.

## نگارخانه
- پرسنل ارتش پاکستان در حال سلام نظامی، سال ۲۰۱۰.
- سربازان استونیایی در مراسم استقبال از سربازان ایالات متحده، ۲۰۱۴.
- پرسنل زن ارتش اوکراین در «رژه روز استقلال کیف». ۲۴ اوت ۲۰۱۸.
- خلبان جنگنده F16C مصری
- تانک اصلی نبرد K2 Black Panther، ارتش کره جنوبی.تانک اصلی نبرد K2 Black Panther، ارتش کره جنوبی.
- جنگنده‌های F-15 Strike Eagles نیروی هوایی ایالات متحده در حال پرواز بر فراز آلاسکا.
- نیروهای ویژه ارتش نپال در حال رژه.
- نیروهای ارتش ایرلند در حال فعالیت به‌عنوان نیروهای حافظ صلح سازمان ملل متحد.
- سربازان ارتش ایالات متحده در حال انجام تمرینات.
- تک‌تیراندازهای ارتش بولیوی درحال حمل اسلحه دراگونوف SVD.
- موضع‌گیری سربازان ارتش آمریکا در خیابان حین گشت‌زنی.
- یک بالگرد آپاچی بریتانیایی در حال حمله و شلیک راکت، ژوئن ۲۰۰۸.